# Андижанський землетрус
Андижанський землетрус — руйнівний землетрус, що стався 16 грудня 1902 року на території Ферганської долини в Середній Азії, зокрема накрив велике місто Андижан (тепер Узбекистан).
Землетрус, згідно зі свідченнями очевидців, складався з 3 сильних поштовхів один за одним, — перший силою 8—9 балів, за одну-півтори хвилини другий — потужністю понад 9 балів, і ще за півгодини стався третій поштовх, сила якого склала 8-9 балів.
Свідоцтва про цей землетрус опубліковані в статті під заголовком «Загибель Андижана», вміщеній у часописі «Щорічник Ферганської області» (Фергана, 1903):
|  | «Місто Андижан, третє за величиною місто області з 50-тисячним населенням, що лежить у центрі головного бавовникового району Ферганської долини, обернене разом з окраїнними волостями на груду руїн.» |

Загальне число загиблих від землетрусу склало понад 4,7 тисячі осіб.

## Джерело-посилання
- Нурмагамбетов Алкуат (сейсмолог, доктор геолого-мінералогічних наук) Руйнівливі землетруси ХХ століття[недоступне посилання з лютого 2019] (PDF) на ТОВ ЕКО-ГЕО (м. Алмати) [Архівовано 11 серпня 2020 у Wayback Machine.] (рос.)